# Оноре де Балзак
Оноре де Балзак (фр. Honoré de Balzac; Тур, 20. мај 1799 — Париз, 18. август 1850) био је француски романописац и драмски писац. Сабрана дела његових романа у пројекат Људска комедија, представља панораму француског живота након Наполеона и уопштено се сматра његовим највећим делом.
Захваљујући својој оштрој посматрачкој способности и нефилтрираном приказу друштва, Балзак се сматра једним од утемељивача реализма у европској књижевности. Познат је по својим сложеним ликовима; чак су и његови споредни ликови сложени, морално амбивалентни и потпуно људски. Неживим предметима такође приписује карактер. Тако град Париз, позадина и позорница за велики део његових дела, добија многе људске особине. Његово писање утицало је на многе познате писце, укључујући романописце Емила Золу, Чарлса Дикенса, Марсела Пруста, Гистава Флобера и Хенрија Џејмса, као и на филмске ствараоце Франсоа Трифоа и Жака Риветa. Многа Балзакова дела адаптирана су у филмове и настављају да инспиришу друге писце. Џејмс га је назвао „правим оцем свих нас“.
Као дете, Балзак је био одушевљен читалац и независан мислилац, али је имао потешкоћа да се прилагоди стилу наставе у својој гимназији. Његова тврдоглава природа правила је проблеме током читавог живота и ометала његове амбиције да успе у свету бизниса. Након завршетка школе, Балзак је био на пракси у адвокатској канцеларији, али је напустио студије права након што се уморио од „бездушности и баналне рутине”. Пре и током своје каријере писца, покушавао је да буде издавач, штампар, бизнисмен, критичар и политичар, али је у свим тим подухватима доживео неуспех. Људска комедија одражава његове животне потешкоће и укључује сцене из његовог личног искуства.
Балзак је током живота патио од здравствених проблема, вероватно због свог интензивног распореда писања. Његови односи са породицом често су били напети због финансијских и личних драма, а изгубио је неколико пријатеља због критичких осврта. Године 1850. Балзак се оженио Евелином Ханском (рођеном као грофица Ржевуска), пољском аристократкињом и својом дугогодишњом љубави. Преминуо је у Паризу шест месеци касније.

## Биографија

### Породица
Оноре Балзак је рођен у породици која је тежила да стекне углед кроз свој рад и труд. Његов отац, рођен као Бернар-Франсоа Балса, био је једно од једанаесторо деце из породице занатлија у Тарну, региону на југу Француске. Године 1760. отишао је у Париз са само једним Лујевим новчићем у џепу, одлучан да побољша свој друштвени положај. До 1776. постао је секретар Краљевског савета и масон. Такође је променио презиме у племићки звучно "Балзак", а његов син је касније додао, без званичног признања, племићку ознаку „де”. Након владавине терора (1793–94), Франсоа Балзак је послат у Тур да координише снабдевање војске.
Балзакова мајка, рођена Ан-Шарлот-Лор Саламбје, потицала је из породице трговаца галантеријом у Паризу. Богатство њене породице било је значајан фактор у склапању брака. Имала је осамнаест година у време венчања, док је Франсоа Балзак имао педесет. Како је објаснио аутор и књижевни критичар Сер Виктор Причет, „Она је свакако била свесна да је дата старијем мужу као награда за његове професионалне услуге пријатељу њене породице и да је капитал био на њеној страни. Није била заљубљена у свог мужа”.
Оноре је назван по Светом Онореу из Амијена, чији се празник обележава 16. маја, четири дана пре Балзаковог рођендана. Био је заправо друго дете рођено у породици Балзак; тачно годину дана раније, рођен је Луј-Данијел, али је живео само месец дана. Онореове сестре Лор и Лоренс рођене су 1800. и 1802. године, а његов млађи брат Анри-Франсоа 1807. године.

### Детињство и рана младост
Као новорођенче, Балзак је послат дојиљи, а наредне године придружила му се сестра Лор, и провели су четири године далеко од куће. Иако је утицајна књига женевског филозофа Жан-Жака Русоа, Емил, убедила многе мајке тог времена да доје своју децу, слање беба дојиљама било је и даље уобичајено у средњој и вишој класи. Када су се деца Балзак вратила кући, родитељи су их држали на хладној дистанци, што је значајно утицало на развој будућег писца. Његов роман из 1835. године, Љиљан у долини, садржи лик окрутне гувернанте по имену госпођица Каролина, засноване на његовој властитој неговатељици.
Са десет година, Балзак је послат у католичку гимназију у Вендому, где је провео седам година. Његов отац, желећи да усади исту радну етику која је њему донела друштвено поштовање, намерно је давао сину врло мало новца за трошак. Ово је Балзака чинило предметом исмевања међу његовим знатно богатијим школским друговима.
Балзак се тешко прилагођавао механичком стилу учења у школи. Због тога је често био слан у „нишу“, казнену ћелију резервисану за непослушне ученике. Домар школе, када су га касније питали да ли се сећа Онореа, одговорио је: „Сећам ли се господина Балзака? Наравно да се сећам! Имао сам част да га више од стотину пута пратим у тамницу!“ Ипак, време проведено у самоћи пружало му је прилику да чита сваку књигу коју је могао да пронађе.
Балзак је ове сцене из свог детињства, као и многе друге аспекте свог живота и живота оних око себе, уградио у Људску комедију. Његово време у Вандому одражава се у роману Луј Ламбер из 1832. године, који говори о дечаку који студира у ораторијанској школи у Вендому. У роману, приповедач каже: „Од тог времена читање је за Луја постало нека врста глади коју му нико не могаше утолити: прождирао је књиге свих врста и хранио се без разлике делима из религије, историје, филозофије и физике. Говорио ми је о невероватним уживањима која је осетио читајући речнике у одсуству других дела и лако сам му поверовао“.
Често је боловао, што је коначно натерало директора школе да контактира његову породицу са вешћу о „некаквој коми“. Када се вратио кући, његова бака је узвикнула: „Ето како нам академија враћа лепе које јој шаљемо!“ Балзак је сам своје стање приписивао „интелектуалном загушењу“, али је његово продужено затварање у „нишу“ сигурно допринело проблему. У међувремену, његов отац је писао расправу о „начинима спречавања крађа и убистава и враћања људи који их чине корисној улози у друштву“, у којој је с презиром писао о затвору као облику превенције криминала.
Године 1814, породица Балзак преселила се у Париз, а Оноре је наредне две и по године провео са приватним учитељима и у школама. Овај период његовог живота био је несрећан, и покушао је самоубиство на мосту изнад реке Лоаре.
Године 1816. Балзак је уписао Сорбону, где је студирао код тројице познатих професора: Франсоа Гизоа, будућег премијера, који је предавао модерну историју; Абел-Франсоа Вилмена, који је предавао француску и класичну литературу; и, најважнијег од свих, Виктора Кузена, чија су предавања из филозофије подстицала независно размишљање.
Након што је завршио студије, Балзака је отац убедио да се придружи правној професији. После трогодишњег рада у канцеларији адвоката Жан-Батиста Гијоне-Мервила, Балзак је радио у канцеларији бележника Едуара-Виктора Пасеа, породичног пријатеља. Током овог периода, Балзак је почео да разуме променљивост људске природе. У свом роману Le Notaire из 1840. године, написао је да младић у правној професији види „подмазане точкове сваке судбине, ужасне свађе наследника око још неохлађених лешева, људско срце у обрачуну с Кривичним законом“.
Године 1819. Пасе му је понудио да постане његов наследник, али је Балзак одустао од права. Са огорчењем је изјавио да не жели да буде „помоћник, машина, школски коњ, који једе, пије и спава у фиксним сатима. Био бих као и сви други. А то је оно што они зову животом, тај живот на воденичном камену, радећи исту ствар изнова и изнова... Гладан сам, а ништа ми се не нуди да утоли моју глад“. Најавио је своју намеру да постане писац.
Губитак ове пословне шансе изазвао је озбиљне сукобе у породици Балзак, али Оноре није био потпуно одбачен. У априлу 1819. дозвољено му је да живи у главном граду Француске, како је енглески критичар Џорџ Сенсбери описао, „у поткровљу намештеном у најспартанскијем стилу, са бедним издржавањем и старом женом која се брине о њему“, док се остатак породице преселио у кућу двадесет миља (32 км) изван Париза.

### Први књижевни покушаји
Балзаков први пројекат био је либрето за комичну оперу под називом Le Corsaire, засновану на истоименом делу Лорда Бајрона. Међутим, схвативши да ће тешко наћи композитора, окренуо се другим подухватима.
Године 1820. Балзак је завршио трагедију у стиховима Cromwell. Иако у поређењу с његовим каснијим делима делује слабо, неки критичари сматрају да је реч о квалитетном тексту. Након што је завршио дело, отишао је у Вилпаризи и прочитао га у целости својој породици, која није била одушевљена. После овог покушаја започео је, али никада није завршио, три романа: Sténie, Falthurne и Corsino.
Године 1821. Балзак је упознао предузимљивог Огиста Ле Поатевена, који га је убедио да пише кратке приче које би затим продавао издавачима. Балзак је брзо прешао на дужа дела, а до 1826. написао је девет романа, све објављене под псеудонимима и често у сарадњи с другим писцима. На пример, скандалозни роман Le Vicaire des Ardennes (1822), који је био забрањен због приказивања готово инцестуозних односа и, још горе, ожењеног свештеника, приписан је Орасу де Сен-Обену. Ови романи су били популарна литература, намењена брзој продаји и забављању читалаца. По мишљењу Џорџа Сенсберија, „они су чудно, занимљиво, готово опчињавајуће лоши”. Сенсбери наводи да га је Роберт Луис Стивенсон покушао одвратити од читања ових раних Балзакових дела. Међутим, амерички критичар Самјуел Роџерс истиче: „Без обуке коју је Балзак стекао током овог периода, док је тражио свој зрели концепт романа, и без навике коју је формирао као младић да пише под притиском, тешко је замислити да би створио Људску комедију”. Балзаков биограф Грејем Роб сугерише да је, док је откривао садржај романа, Балзак је откривао и себе.
Током овог периода, Балзак је написао два памфлета у подршку примогенитури и Дружби Исусовој. Други памфлет, о исусовцима, илустровао је његово доживотно дивљење Католичкој цркви. У предговору Људске комедије написао је: „Хришћанство, изнад свега католицизам, будући... потпуни систем за сузбијање човекових изопачених склоности, најмоћнији је елемент друштвеног поретка”.

### Une bonne spéculation—Добра шпекулација
Крајем 1820-их, Балзак се окушао у разним пословним подухватима, за шта је његова сестра кривила искушење од стране непознатог суседа. Његов први подухват био је у издаваштву, где је објављивао јефтина једнотематска издања француских класика, укључујући дела Молијера. Овај посао је прошао неславно, при чему су многе књиге „продате као отпадни папир“. Ипак, Балзак је имао више среће с објављивањем Мемоара војвоткиње од Абрантеса, са којом је такође имао љубавну везу.
Балзак је позајмљивао новац од породице и пријатеља и покушао да изгради штампарски бизнис, а затим и ливницу типографских слова. Његово неискуство и недостатак капитала довели су до пропасти ових подухвата. Послове је предао пријатељу, који их је учинио успешним, али је дугове носио годинама. До априла 1828. године, Балзак је дуговао 50.000 франака својој мајци.
Балзак никада није изгубио наклоност према „доброј шпекулацији“ (фр. Une bonne spéculation). То је касније болније изашло на видело када је, као признат и заузет аутор, путовао на Сардинију у нади да ће рециклирати згуру из римских рудника. Пред крај живота, фасцинирала га је идеја сече 20.000 хектара храстових шума у Украјини и њиховог транспорта ради продаје у Француској.

### Људска комедијаи књижевни успех
Након што је написао неколико романа, Балзак је 1832. године осмислио идеју за огромну серију књига које би представиле панорамски портрет „свих аспеката друштва“. Чим му је та идеја пала на памет, Балзак је потрчао у стан своје сестре и узвикнуо: „Постаћу геније“! Иако је првобитно назвао серију Студије манира (Études des Mœurs), што се може превести као „Студије обичаја“ или „Начини света“, она је касније постала позната као Људска комедија (La Comédie humaine). У овај циклус укључио је сву фикцију коју је током живота објавио под својим именом. То је требало да буде Балзаково животно дело и његово највеће постигнуће.
Након пропасти својих пословних подухвата, Балзак је отпутовао у Бретању и боравио је код породице де Помреул близу Фужера. Тамо је пронашао инспирацију за роман Шуани (1829), причу о љубави која је пошла наопако усред шуанских ројалистичких снага. Иако је био присталица круне, Балзак је револуционаре приказао у симпатичном светлу, чак и када су у центру најсуровијих сцена у књизи. Ово је била прва књига коју је Балзак објавио под својим правим именом, и донела му је, како је један критичар рекао, „улаз у Обећану земљу“. Успоставила га је као значајног аутора, иако је жанр историјске фикције који је користио био под утицајем дела сер Волтера Скота.
Убрзо након тога, отприлике у време очеве смрти, Балзак је написао причу El Verdugo, о тридесетгодишњем човеку који убија свог оца (Балзак је тада имао 30 година). Ово је било прво дело које је потписао као „Оноре де Балзак“. Узео је очево презиме Балзак, али је додао аристократски звучну племићку честицу „де“ како би се уклопио у угледно друштво. Овај избор био је заснован на заслугама, а не на праву. „Аристократија и ауторитет талента су значајнији од аристократије имена и материјалне моћи“, написао је 1830. године. Тајминг ове одлуке био је симболичан; како је биограф Грејам Роб истакао: „Нестанак оца поклапа се с прихватањем племићке честице. Симболично наслеђе“. Баш као што је његов отац напредовао од сиромаштва до угледног друштвеног положаја, Балзак је сматрао да су рад и труд прави знаци племства.
Када је Јулска револуција 1830. свргнула Шарла X, Балзак се изјаснио као легитимиста, подржавајући краљевску породицу Бурбона, али не без резерви. Осетио је да је нова Јулска монархија, која је тврдња да има широку народну подршку, била неорганизована и без принципа, те да јој је потребан посредник који би одржао политички мир између краља и побуњеничких снага. Позвао је на „младог и енергичног човека који не припада ни Директоријуму, ни Царству, већ је инкарнација 1830. године..“. Планирао је да буде такав кандидат, посебно апелујући на више класе у Шинону. Међутим, након што је 1832. доживео готово фаталну несрећу (поклизнуо се и ударио главу о улицу), Балзак је одлучио да се не кандидује на изборима.
Године 1831, доживео је успех са романом Шагринска кожа, бајковитој причи о очајном младом човеку по имену Рафаелу де Валентену који проналази животињску кожу која му обећава огромну моћ и богатство. Он добија те ствари, али губи способност да их контролише. На крају, његово здравље пропада и он бива уништен сопственом збуњеношћу. Балзак је овом причом желео да прикаже варљиве преокрете живота, његово "змијолико кретање".
Године 1832 Балзак је објавио роман Евгенија Гранде, свој први бестселер. Ова прича о младој жени која наслеђује очеву шкртост постала је и најхваљенија књига његове каријере. Писање је једноставно, али су ликови, нарочито буржоаска јунакиња, динамични и сложени. Овај роман прати Војвоткињу де Ланже, који се сматра можда најузвишенијим Балзаковим делом.
Чича Горио био је његов следећи успех. У овом роману Балзак премешта причу о Краљу Лиру у Париз 1820-их, како би изразио свој бес према друштву лишеном сваке љубави осим љубави према новцу. Централна улога оца у овом роману одражава Балзакову сопствену позицију, не само као ментора свом проблематичном младом секретару Жилу Сандоу, већ и као оца детета, Мари-Каролине Де Френа, коју је имао са својом удатом љубавницом Маријом Де Френа, која је била инспирација за роман Евгенија Гранде
Године 1836. Балзак је преузео уређивање часописа Chronique de Paris, недељног листа посвећеног друштвеним и политичким темама. Трудио се да обезбеди строгу непристрасност у његовим текстовима и разуман приступ различитим идеологијама. Како примећује Роџерс, „Балзак је био заинтересован за сваку друштвену, политичку или економску теорију, било са деснице или са левице”. Часопис није успео, али је у јулу 1840. године основао још једну публикацију, Revue Parisienne, која је имала три издања.
Ови неуспешни пословни подухвати, као и његове авантуре на Сардинији, пружили су одговарајући амбијент за радњу двотомног романа Изгубљене илузије (1843). Роман прати Лусијана де Рубемпреа, младог песника који покушава да стекне име, али постаје заробљеник најмрачнијих противречности друштв. Лусијаново новинарско искуство инспирисано је Балзаковим сопственим неуспесима у овој области. Сјај и беда куртизана (1847) наставља Лусијанову причу. Он постаје жртва сложеног и кобног плана Абата Ерере (Вотрена) да поврати свој друштвени статус. Роман пролази кроз огроман временски раскол; први део (од четири) покрива период од шест година, док се последња два фокусирају на само три дана.
Рођак Понс (1847) и Рођака Бета (1848) причају о Les parents pauvres (сиромашним рођацима). Интриге и манипулације око тестамената и наследстава одражавају искуство које је аутор стекао као млади правник. До овог тренутка, Балзаково здравље се озбиљно погоршало, што чини завршетак овог пара књига значајним успехом.
Многи његови романи прво су објављивани као фељтони, попут романа Чарлса Дикенса. Њихова дужина није била унапред одређена. Изгубљене илузије простиру се на хиљаду страна, док Девојка са златним очима (1835) почиње широком панорамском визијом Париза, али постаје кратка новела од само педесет страница. Према књижевном критичару Корнелију Квасу, „Балзакова употреба истих ликова (Растињак, Вотрен) у различитим деловима Људске комедије последица је реалистичке тежње ка наративној економији”.

### Радне навике
Балзакове радне навике биле су легендарне. Писао је сваког дана између једног сата иза поноћи до 8 сати ујутру, а понекад и дуже. Балзак је могао да пише веома брзо, а неки од његових романа, написаних пером, састављени су брзином која је еквивалентна тридесет речи у минути на модерној писаћој машини. Његов омиљени начин рада био је да поједе лагани оброк у пет или шест поподне, затим да спава до поноћи. Потом би устао и писао сатима, подстакнут безбројним шољама црне кафе. Често је радио по петнаест или више сати у низу; тврдио је да је једном радио 48 сати уз само три сата одмора између.
Балзак је опсесивно преправљао своје текстове, прекривајући штампарске пробе изменама и додацима који су захтевали поновно постављање текста. Понекад је понављао овај процес током објављивања књиге, узрокујући значајне трошкове како себи, тако и издавачу. Као резултат тога, завршни производ је често био другачији од оригиналног текста. Иако неке његове књиге никада нису завршене, неке, попут Чиновници (1841), ипак су добиле похвале критичара.
Иако је Балзак био „час пустињак, час скитница”, успевао је да одржи контакт са друштвеним круговима који су били инспирација за његово писање. Био је пријатељ са Теофилом Готијеом, Хектором Берлиозом, Жорж Санд, Фредериком Шопеном, Ђоакином Росинијем и Пјером-Маријем-Шарлом де Бернардом, а познавао је и Виктора Игоа. Ипак, није проводио толико времена у салонима и клубовима Париза као многи његови ликови. „На првом месту, био је превише заузет”, објашњава Саинтсбури, „на другом, не би се осећао као код куће тамо... Осетио је да му је посао не да посећује друштво, већ да га ствара”. Ипак, често је проводио дуге периоде у замку Саше, близу Тура, дому његовог пријатеља Жана де Маргона, љубавника његове мајке и оца њеног најмлађег детета. Многи од Балзакових мучених ликова замишљени су у малој соби на другом спрату овог замка. Данас је замак музеј посвећен Балзаковом животу.
Био је председник Друштва књижевника. Два пута се кандидовао за Француску академију. Први пут (1839) је повукао кандидатуру у корист Виктора Игоа, а другом приликом (1849) је добио само два гласа. 

### Брак, романтични односи и смрт
Године 1833, како је открио у писму својој сестри, Балзак је започео илегалну везу са књижевницом Маријом Д Френеј, која је тада имала 24 године. Њен брак са знатно старијим мушкарцем (Шарлом Д Френејем, градоначелником Сартрувила) био је неуспешан од самог почетка. У том писму Балзак такође открива да му је млада жена управо саопштила да је трудна и да очекује његово дете. Године 1834, осам месеци након тог догађаја, рођена је Мари-Каролина Д Френеј, Балзакова ћерка. Ово откриће француског новинара Роџера Пјероа 1955. године потврдило је оно што су већ слутили бројни историчари: посвета романа Евгенија Гранде извесној "Марији" заправо се односи на Марију Д Френеј. Балзак је такође дуго био осумњичен за наклоност према мушкарцима. Када су званични полицијски досијеи о хомосексуалцима у Паризу коначно објављени, његово име се нашло на списку.
У фебруару 1832. Балзак је добио интригантно писмо из Одесе, без повратне адресе и потписано једноставно "Странкиња" — у којем је изражена туга због цинизма и атеизма у роману Шагринска кожа и његовог негативног приказа жена. Његов одговор био је постављање огласа у Gazette de France, у нади да ће његова анонимна критичарка видети. Тако је започела петнаестогодишња преписка између Балзака и "објекта његових најслађих снова": Евелине Ханске.
Евелина, рођена Ржевуска, била је удата за племића двадесет година старијег од себе, маршала Вацлава Хањског, богатог пољског земљопоседника који је живео у близини Кијева. То је био брак из користи, склопљен ради очувања породичног богатства. У Балзаку је грофица Евелина пронашла сродну душу за своје емоционалне и друштвене потребе, уз додатну предност осећаја повезаности са гламурозном француском престоницом. Њихова преписка открива интригантан баланс страсти, пристојности и стрпљења. Роб је написао да је то „као експериментални роман у којем женски протагониста увек покушава да унесе спољне реалности, али који јунак упорно држи на курсу, какве год трикове морао да користи“.
Маршал Хањски је умро 1841. године, а његова удовица и њен обожавалац коначно су добили прилику да остваре своју љубав. Балзак је 1843. године посетио грофицу Хањску у Санкт Петербургу и освојио њено срце. Након низа финансијских потешкоћа, здравствених проблема и противљења цара Николаја I, пар је коначно добио дозволу за венчање. Дана 14. марта 1850. године, са Балзаковим погоршаним здрављем, путовали су кочијом са њеног породичног имања у парку Верхивња у Волини до Католичке цркве Свете Барбаре у Бердичеву (некадашњем банкарском граду у Руској Империји, данашњој Украјини), где их је венчао отац Ожаровски. Путовање до цркве и назад, које је трајало десет сати, тешко је утицало на обоје: њене ноге су толико отекле да није могла да хода, а он је трпео тешке срчане тегобе.
Иако се оженио касно у животу, Балзак је већ био написао два дела о браку: Физиологија брака и Сцене из брачног живота. Овим делима су недостајала аутентична искуства; Саинтсбури истиче да „неожењени човек не може о браку говорити са много ауторитета“. У касном априлу, новопечени брачни пар кренуо је у Париз. Његово здравље се током пута погоршало, а Евелина је својој ћерки писала о Балзаковој „крајњој слабости“ и „обилном знојењу“. У француску престоницу стигли су 20. маја, на његов педесет први рођендан.
Пет месеци након венчања, у недељу 18. августа 1850. године, Балзак је преминуо од гангрене повезане са конгестивним срчаним попуштањем, у присуству своје мајке. Његова супруга, Евелина де Балзак (раније грофица Хањска), мало пре тога отишла је на спавање. Тог дана га је посетио Виктор Иго, који је касније био носилац ковчега и изрекао посмртни говор на Балзаковој сахрани. Неки савремени истраживачи приписују фактор у његовој смрти претераној конзумацији кафе или тровању кофеином (Балзак је наводно пио преко 50 шољица дневно), али то још увек није доказано.
Балзак је сахрањен на гробљу Пер Лашез у Паризу. На његовој комеморацији Виктор Иго је изјавио: „Данас носимо црнину због смрти човека талента; нација жали за човеком генијем“. Сахрани су присуствовали „готово сви писци у Паризу“, укључујући Фредерика Леметра, Густава Курбеа, Александра Дима старијег и Александра Дима млађег, као и представници Легије части и других званичника.
Касније је француски вајар Огист Роден израдио Балзаков споменик. Ливен у бронзи, овај споменик стоји од 1939. године у близини раскрснице Булевара Распај и Булевара Монпарнас на Тргу Пабла Пикаса. Роден је Балзака приказао и у неколико мањих скулптура.

## Стил писања
Људска комедија остала је недовршена у тренутку Балзакове смрти. Имао је планове да укључи бројне друге књиге, од којих већину никада није ни започео. Често је прелазио с једног дела у другом који су били у процесу рада. „Завршени текстови“ су често изнова ревидирани између издања. Овај делимични стил рада одражава живот самог аутора, могући покушај да га стабилизује кроз фикцију. „Човек који ишчезава“, написао је Сер Виктор Притчет, „који мора бити прогоњен од улице Касини до ... Версаја, Вил д'Авреа, Италије и Беча, може изградити трајно пребивалиште само у свом делу“.

### Реализам
Балзакова обилна употреба детаља, нарочито детаља о објектима, у илустрацији живота својих ликова, учинила га је раним пиониром књижевног реализма. Иако је обожавао и црпео инспирацију из романтичног стила шкотског романописца Валтера Скота, Балзак је настојао да прикаже људско постојање кроз коришћење конкретних појединости. У предговору првом издању Сцена из приватног живота, написао је: „Аутор чврсто верује да ће убудуће само детаљи одређивати вредност дела“. Богати описи декора, одеће и поседа доприносе оживљавању ликова. На пример, Балзаков пријатељ Анри де Латуш имао је добро знање о вештини постављања тапета, што је Балзак пренео у своје описе пансиона Вокер у Чича Горију, где су тапете симболично представљале идентитет његових станара.
Неке критичаре Балзаково писање подсећа на натурализам, песимистичнију и аналитичнију форму реализма која настоји да објасни људско понашање као дубоко повезано са околином. Француски романописац Емил Зола прогласио је Балзака оцем натуралистичког романа. Зола је приметио да, док су романтичари свет посматрали кроз обојено стакло, натуралиста га види кроз бистар кристал, што је управо ефекат који је Балзак настојао да постигне у својим делима.

#### Ликови
Балзак је настојао да прикаже своје ликове као стварне људе, који нису потпуно добри ни потпуно зли, већ потпуно људски. „Да би дошао до истине“, написао је у предговору за Љиљан у долини, „писци користе било који књижевни поступак који може да пружи највећу животну снагу њиховим ликовима“. „Балзакови ликови“, примећује Роб, „били су стварни као да их посматра у спољашњем свету“. Ову стварност приметио је и драматург Оскар Вајлд, који је рекао: „Једна од највећих трагедија мог живота је смрт [протагонисте романа Сја и беда куртизана] Лисијена де Рубемпреа... Она ме прогони у тренуцима задовољства. Сећам је се када се смејем“.
Истовремено, његови ликови осликавају широк спектар друштвених типова: племенитог војника, зликовца, поносног радника, неустрашивог шпијуна, заводљиву љубавницу. Балзакова способност да уравнотежи снагу индивидуалности ликова са њиховим представљањем као друштвених типова показује његову књижевну вештину. Један критичар је објаснио: „Постоји центар и обим Балзаковог света“.
Балзакова техника поновног појављивања ликова у различитим делима Људске комедије појачава реалистичну репрезентацију. „Када се ликови поново појаве“, примећује Роџерс, „они не израњају ниоткуда; појављују се из приватности свог живота који нам, на неко време, није био доступан“. Балзак је такође користио реалистичну технику коју је француски романописац Марсел Пруст касније назвао „ретроспективно осветљење“, где се прошлост лика открива тек много након што се први пут појави.
Балзакове романе карактерише готово бесконачан извор енергије који покреће његове ликове. Борећи се против струја људске природе и друштва, чешће губе него што побеђују, али ретко одустају. Ова универзална особина одражава Балзакове сопствене друштвене борбе, као и оне његове породице, уз интересовање за аустријског мистика и лекара Франца Месмера, који је био пионир у проучавању „животињског магнетизма“. Балзак је често говорио о „нервној и флуидној снази“ међу људима, а пропадање Рафаела де Валентина у Шагрињској кожи илуструје опасност од удаљавања од друштва.

#### Место
Прикази градова, руралних подручја и унутрашњости зграда су кључни за Балзаков реализам, често служећи као натуралистичка позадина на којој се одвијају животи ликова. Понекад, сложени описи локација трају петнаест или двадесет страна. Као и са људима, Балзак је детаљно проучавао места, путујући у удаљене крајеве и упоређујући белешке са претходних посета.
Утицај Париза прожима Људску комедију: природа се повлачи пред вештачком метрополом, за разлику од описа времена и дивљине у руралним подручјима. „Ако смо у Паризу“, каже Роџерс, „у региону смо који је човек створио, где су чак и годишња доба заборављена; провинцијски градови су, с друге стране, готово увек смештени у свој природни амбијент“. Балзак је рекао: „Париске улице имају људске квалитете и не можемо се ослободити утисака које остављају на наш ум“. Његов лавиринтски град постао је књижевни модел који су касније користили енглески писац Чарлс Дикенс и руски аутор Фјодор Достојевски.
Централност Париза у Људској комедији кључна је за Балзакову заоставштину као реалисте. „Реализам није ништа друго до урбан“, примећује критичар Питер Брукс; сцена младог човека који долази у град да пронађе своју срећу често се понавља у реалистичком роману, укључујући Балзакова дела попут Изгубљених илузија. Балзак је посећивао замак Саше у Турани, који је припадао његовом пријатељу Жану де Маргону (такође љубавнику његове мајке), између 1830. и 1837. године, где је написао многе романе из серије Људска комедија. Замак је данас музеј посвећен Балзаку, где се могу видети његов радни сто, перо и столица.

### Перспектива
Балзаков књижевни тон еволуирао је од песимизма и горчине ка солидарности и храбрости, али не и оптимизму. Шагрињска кожа, један од његових раних романа, представља песимистичну причу о конфузији и уништењу. Како се његово дело развијало, цинизам је слабио, а ликови из Изгубљених илузија откривају симпатије према онима које друштво маргинализује.
Балзак се претежно бавио мрачном страном људске природе и коруптивним утицајем средње и више класе. Његова мисија била је да посматра човечанство у његовом најрепрезентативнијем стању, често шетајући инкогнито улицама Париза како би прикупио грађу за своја дела.

### Политика
Балзак је био легитимиста; у многим аспектима, његови ставови били су супротни од демократског републиканизма Виктора Игоа. У свом есеју Друштво и појединац написао је:
Једина апсолутна власт коју је машта могла замислити, власт Бога, делује у складу са правилима која је сам себи наметнуо. Може уништити све своје светове и вратити се миру, али док им дозвољава да постоје, они остају управљани законима који заједно стварају ред.
Балзак је био под утицајем контрареволуционарног филозофа и државника Луја де Боналда, и једном је приметио да је „када је одрубила главу Лују XVI, Револуција је у његовој личности одрубила главе свим очевима породица“. Ипак, његов проницљив увид у услове радничке класе донео му је поштовање многих социјалиста, укључујући и марксисте. Енгелс је изјавио да је Балзак његов омиљени писац. Марксов „Капитал“ такође садржи неке референце на Балзакова дела, а Троцки је познат по томе што је читао Балзака усред састанака Централног комитета, на велико запрепашћење његових колега и другова.

## Наслеђе
Балзак је утицао на писце свога доба али и на касније реалистичаре и натуралисте. Упоређиван је са Чарлсом Дикенсом и сматра се да је имао значајни утицај на рад Дикенса. Књижевни критичар В. Х. Хелм назива једног „француским Дикенсом“, а другог „енглеским Балзаком“, док други критичар, Ричард Лехан, каже да је „Балзак био мост између комичног реализма Дикенса и натурализма Золе“.
Гистав Флобер је такође био знатно под утицајем Балзака. Хвалећи његово приказивање друштва, а истовремено критикујући његов стил писања, Флобер је једном написао: „Какав би човек био да је умео да пише!“ Иако је презирао етикету „реалисте“, Флобер је очигледно био инспирисан Балзаковим детаљним приказима и искреним описима буржоаског живота. Овај утицај је видљив у Флоберовом делу Сентиментално васпитање : повест једног младог човека, које дугује много Балзаковим Изгубљеним илузијама. „Оно што је Балзак започео“, примећује Лехан, „Флобер је помогао да се заврши“.
Марсел Пруст је такође учио од реалистичног примера; обожавао је Балзака и пажљиво проучавао његова дела, иако је критиковао оно што је сматрао Балзаковом „вулгарношћу“. Балзакова прича Une Heure de ma Vie (1822), у којој се детаљно описују ситни догађаји праћени дубоким личним рефлексијама, представља јасан претеча стила који је Пруст користио у делу À la recherche du temps perdu. Међутим, Пруст је касније у животу изјавио да је савремена мода да се Балзак рангира више од Толстоја „лудило“.
Можда је највише под утицајем Балзака био амерички писац Хенри Џејмс. Године 1878. Џејмс је са жалошћу писао о недостатку пажње према Балзаку у његовом времену и изразио дивљење према њему у четири есеја (1875, 1877, 1902 и 1913). Џејмс је написао: „Иако је Балзак велики, он је јединствен и савршено компактан“. У својим романима Џејмс је истраживао више психолошке мотиве ликова, док је мање користио историјску ширину коју је Балзак приказивао. Ипак, оба аутора су користила форму реалистичног романа како би истражили друштвене механизме и разноврсне мотиве људског понашања.
Вилијам Саројан је написао кратку причу о Балзаку у својој књизи Letters from 74 rue Taitbout or Don't Go But If You Must Say Hello To Everybody (1971).
Балзакова визија друштва у којем класа, новац и лична амбиција играју кључне улоге добила је подршку критичара и левичарске и десничарске политичке оријентације. Марксиста Фридрих Енгелс је написао: „Научио сам више [од Балзака] него од свих професионалних историчара, економиста и статистичара заједно.“ Балзак је добио високе похвале од разноврсних критичара као што су Валтер Бењамин и Камил Палија. Џејмс Болдвин је такође изразио дивљење, изјавивши 1984. године: „Сигуран сам да би мој живот у Француској био веома другачији да нисам упознао Балзака. [Он ме је научио] како та земља и њено друштво функционишу.“
Године 1970. Ролан Барт је објавио S/Z, детаљну анализу Балзакове приче Саразин, што је постало кључно дело у структурној књижевној критици. Карлос Фуентес, који је понекад називан „мексички Балзак“, истакао је Балзака као велики утицај на своје писање.
Балзак је утицао и на популарну културу. Многа његова дела су адаптирана у филмове и телевизијске серије, укључујући: Чича Горио (1915), Шуани (1947), Чича Горио (BBC мини-серија из 1968) и Рођака Бета (BBC мини-серија из 1974, и филм из 1998). Балзак се помиње у мјузиклу The Music Man и у филму Франсоа Трифоа Les quatre cents coups. Трифо је сматрао Балзака и Пруста највећим француским писцима. Његов живот је драматизован у аустралијској радио-драми Balzac из 1950. године.

## Дела

### Људска комедија
Људска комедија (La Comédie humaine) заједнички је назив за његове романе, међусобно повезане, у којима је настојао да пружи слику о свом времену, друштвеним и историјским, филозофским кретањима, да прикаже живот свих друштвених класа и слојева, да осветли тајне човекове психе. У предговору Људској комедији (објављеном 1842. године) нагласио је да ће то бити историја коју су заборавили толики историчари, историја нарави. Предвидео је да Људска комедија садржи 137 дела, али је стигао да напише 91 дело. Том броју се могу додати још три романа које није предвидео првобитним планом. У број од 94 дела не улазе Голицаве приче ни Балзакови младалачки романи написани пре 1829. године.

Ово дело је изузетно утицало на очеве комунизма.
„Фридрих Енгелс је у свом писму Маргарет Харнес написао да је више научио о француском друштву и његовој историји од Балзака, него што је то научио од професионалних историчара, економиста и статистичара заједно. На основу аутентичних сведочења, Маркс је искрено био одушевљен Балзаковом Људском комедијом, тврдећи да ће о њој написати посебну студију чим заврши писање Критике политичке економије. У Балзаковим делима, аутентично је приказано експлоататорско лице суровог либералног капитализма које је било кључни предмет Марксове критике. У овим (Балзаковим) књижевним делима, по класицима марксизма, могу се наћи 'истине' о људском друштву, економској производњи, друштвеним односима и нехуманим условима живота у капитализму”.
Непотпун списак
Романи
- Шауни (1829)[136]
- Трговина к мачку која се лопта (1829)[137]
- Vendetta (1830)[137]
- Шагринска кожа (1831)[138]
- Les Proscrits (1831)[139]
- Луј Ламбер (1832)[139]
- Евгенија Гранде (1833)[140]
- Сеоски лекар (1833)[136]
- Ferragus, chef des Dévorants (1833)[141]
- Војвоткиња од Ланжеа (1834)[141]
- La Recherche de l'absolu (1834)[142]
- Серафита (1834)[139]
- Чича Горио (1835)[143]
- Љиљан у долу (1835)[144]
- Le Contrat de mariage (1835)[145]
- La Vieille Fille (1836)[146]
- Величина и пропадање Цезара Биротоа (1837)[147]
- La Muse du département (1832–1837)
- Музеј старина (1838)[146]
- Евина кћи (1838)[148]
- Беатриса (1839)[149]
- Сеоски попа (1839)[136]
- Un grand homme de province à Paris (1839)[150]
- Урсула Мируе (1841)[151]
- Једна мрачна афера (1841)[152]
- Записи двеју младих жена (1841)[153]
- Лажна љубавница (1841)[137]
- La Femme de trente ans (1829–1842)[154]
- Albert Savarus (1842)[137]
- Мутивода (1842)
- Un début dans la vie (1842)[145]
- Изгубљене илузије (1837–1843)[155]
- Honorine (1843)[156]
- Модест Мињон (1844)[157]
- Рођака Бета (1846)[158]
- Сјај и беда куртизана (1838–1847)[159]
- Рођак Понс (1847)[160]
- L'Envers de l'histoire contemporaine (1848)[161]
- Сељаци (1855)[162]

Објављено под псеудонимом
Као Лорд Рона, сарадник 
- L'Héritière de Birague (1822)
- Jean-Louis (1822)

Као Орас де Сен-Обен
- Clotilde de Lusignan (1822)
- Le Centenaire (1822)
- Le Vicaire des Ardennes (1822)
- La Dernière Fée (1823)
- Annette et le Criminal (Argow le Pirate) (1824)
- Wann-Chlore (1826)

Објављено анонимно
- Du Droit d'aînesse (1824)
- Histoire impartiale des Jésuites (1824)
- Code des gens honnêtes (1826)

Недовршене у тренутку смрти
- Le Corsaire (опера)
- Sténie
- Falthurne
- Corsino
- Le Député d'Arcis

Новеле
- Le Bal de Sceaux (1830)[137]
- Саразин (1830)[163]
- Une double famille (1830)[137]
- Породични мир (1830)[137]
- Gobseck (1830)[164]
- El Verdugo (1830)[165]
- Пуковник Шабер (1832)[166]
- Le Curé de Tours (1832)[167]
- Златоока девојка (1835)[141]
- Тајне кнегиње де Кадињан (1839)[168]
- З. Маркас (1840)[161]
- L'Amour masqué (1911)[169]

Кратке приче
- Étude de femme (1830)[137]
- Adieu (1830)
- Le Chef-d'œuvre inconnu (1831)[142]
- La Grande Bretèche (1831)[170]
- Le Réquisitionnaire (1831)[171]
- L'Auberge rouge (1831)[171]
- La Comédie du diable (1831)[172]
- La Bourse (1832)[137]
- La Grenadière (1832)[173]
- Le Message (1832)[174]
- Un drame au bord de la mer (1834)[171]
- La Messe de l'athée (1836)[175]
- Facino Cane (1837)[176]
- Le Succube (1837)
- Gambara (1837)[177]
- Massimilla Doni (1837)[137]
- Pierre Grassou (1839)[178]
- Un épisode sous la Terreur (1842)

Збирка кратких прича
- Враголасте приче (1832–1837)[179]

Представе
- L'École des ménages (1839)
- Vautrin (1839)
- Pierre Grassou (1839)
- Les Ressources de Quinola (1842)
- Paméla Giraud (1842)
- La Marâtre (1848)
- Mercadet ou le faiseur (1848)

Стиховна драма
- Cromwell (1819)